# К19 (кемберлітова трубка)
Трубка K19 — діатрема в південно-західній частині кімберлітового поля Баффало-Гед-Гіллз у Північній Альберті, Канада. Вважається, що вона утворилася приблизно 60 мільйонів років тому, що робить її однією із наймолодших вулканічних утворень у кімберлітовому полі Баффало-Гед-Гіллз і в Альберті. На відміну від багатьох інших діатрем кімберлітового поля Баффало-Гед-Гіллз, для трубки характерний низький вміст алмазів. 

## Дивіться також
- Список вулканів Канади
- Вулканізм Канади
- Вулканізм Західної Канади